# Idaea albitorquata
Idaea albitorquata là một loài bướm đêm trong họ Geometridae.